# Boy'z
Boy'z는 홍콩의 2인조 그룹이다. 2002년부터 2005년부터 현재의 이름을 사용했으며, 2006년부터 2008년까지 Sun Boy'z를 사용했다. 2010년부터는 다시 현재의 이름을 사용하고 있다.